# Worldia
Worldia（ワールディア）とは、skypeのSkype Extraアプリとして認定されているサイトで、Skypeのオンライン情報を一目で把握できるソーシャル・ネットワーキング・サービス(SNS)である。

## 特徴
日本語版と英語版があり、170ヶ国以上のユーザーが参加している。また、語学スクール機能も兼ね備え、講師や生徒としてサイト内で活動が可能。講師登録者数100名以上。18カ国語以上の学習が可能である。

## 利用料
語学スクール機能以外の全ての機能が無料で利用できる。
講師から語学レッスンを受けるときのみ、講義代が必要となる。